# Gare de Mortcerf
La  gare de Mortcerf est une gare ferroviaire française de la ligne de Gretz-Armainvilliers à Sézanne, située, en lisière de la forêt de Crécy, sur le territoire de la commune de Mortcerf, dans le département de Seine-et-Marne, en région Île-de-France.
Elle est mise en service en 1861 par la compagnie des chemins de fer de l'Est.
C'est une halte voyageurs de la Société nationale des chemins de fer français (SNCF), desservie par des trains de la ligne P du Transilien.

## Situation ferroviaire
Établie à 106 m d'altitude, la gare de Mortcerf est située au point kilométrique (PK) 55,925 de la ligne de Gretz-Armainvilliers à Sézanne, entre les gares ouvertes de Marles-en-Brie et de Guérard - La Celle-sur-Morin.

## Histoire
En juillet 1859, la compagnie des chemins de fer de l'Est, qui vient de disposer des terrains de l'emprise de la voie ferrée, peut commencer les travaux du tronçon de Gretz à Mortcerf de la future ligne de Gretz à Sézanne. Elle procède à la mise en service commercial de ce tronçon le 2 février 1861. Des difficultés dues au terrain retardent la mise en service du tronçon suivant, de Mortcerf à Coulommiers, qui n'intervient que le 2 avril 1863.
En 1872, la compagnie du chemin de fer de Seine-et-Marne met en service le premier tronçon à voie métrique de Lagny à Villeneuve-le-Comte de sa future ligne de Lagny à Mortcerf. C'est finalement la Compagnie de chemins de fer départementaux qui ouvre en 1902 une deuxième gare édifiée en face de la première pour accueillir le terminus de sa ligne d'intérêt local lors de la mise en service de son deuxième tronçon de Villeneuve-le-Comte à Mortcerf. La ligne est fermée dans sa totalité en 1933.
En 2019, selon les estimations de la SNCF, la fréquentation annuelle de la gare est de 154 778 voyageurs.

## Service des voyageurs

### Accueil
Éloignée d'environ cinq cents mètres du centre de Mortcerf, la halte SNCF, à entrée libre, a conservé son ancien bâtiment voyageurs, aujourd'hui fermé. L'équipement comporte notamment, des abris de quais, une passerelle un accès aux quais sécurisé par un passage au-dessus des voies, des panneaux d'informations et un automate pour les titres de transport Transilien.

### Desserte
La halte est desservie par des trains de la ligne P du Transilien (réseau Paris-Est).

### Intermodalité
Un parking pour les véhicules est aménagé à côté de la gare. La gare ne dispose d'aucune correspondance avec des lignes de bus.

Installations
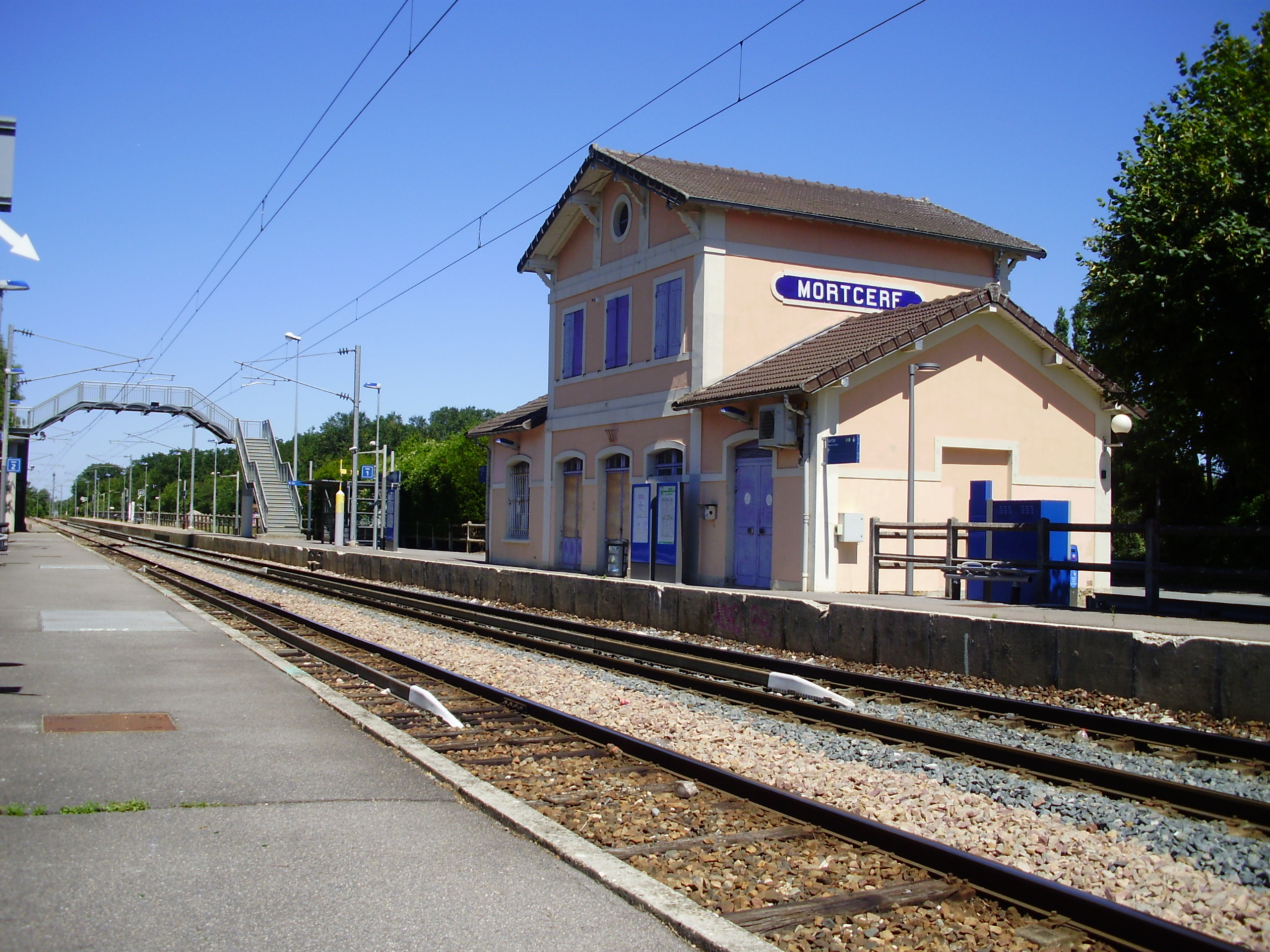
Voies, quais et passerelle.
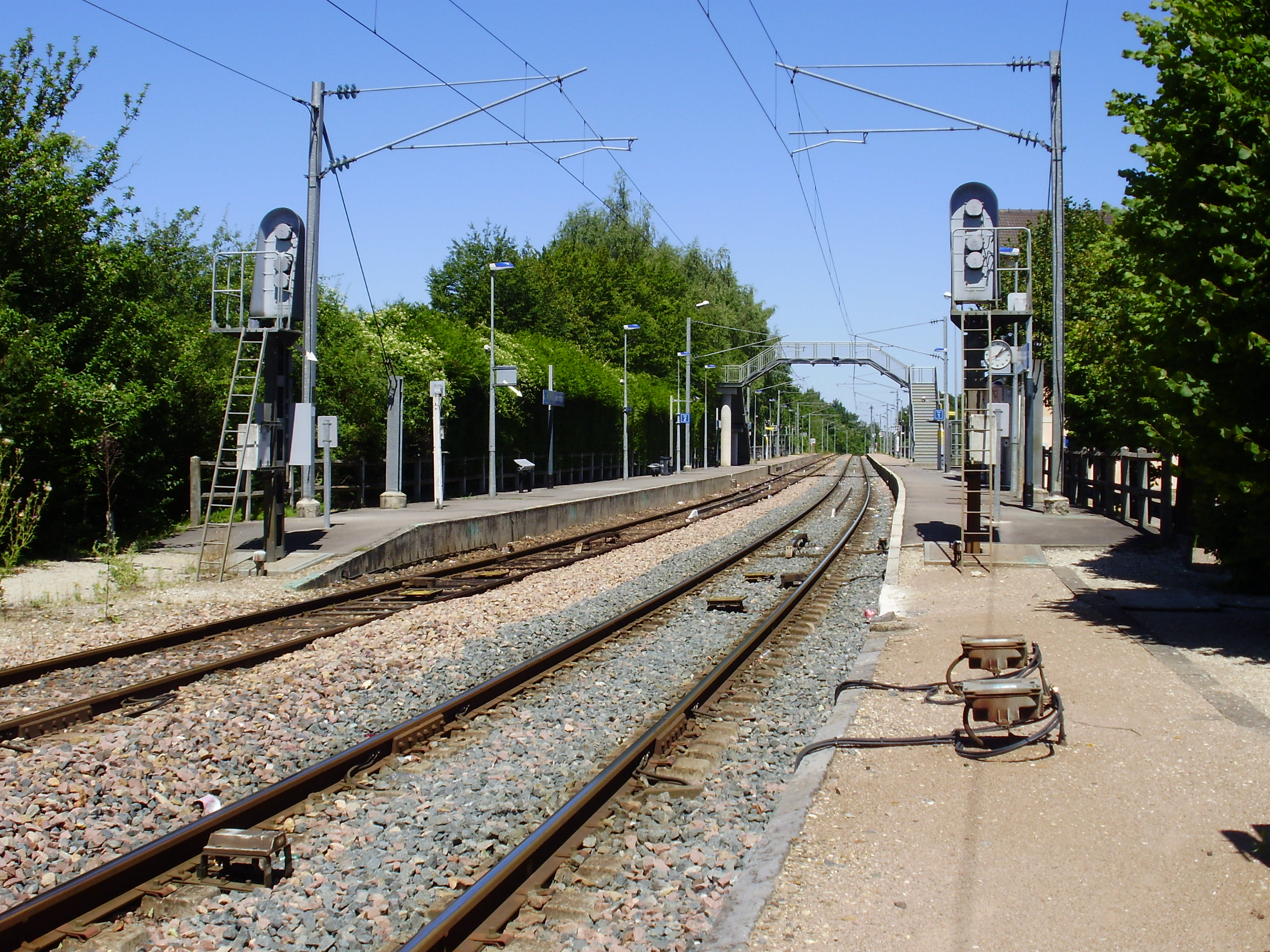
Voies, quais et passerelle.
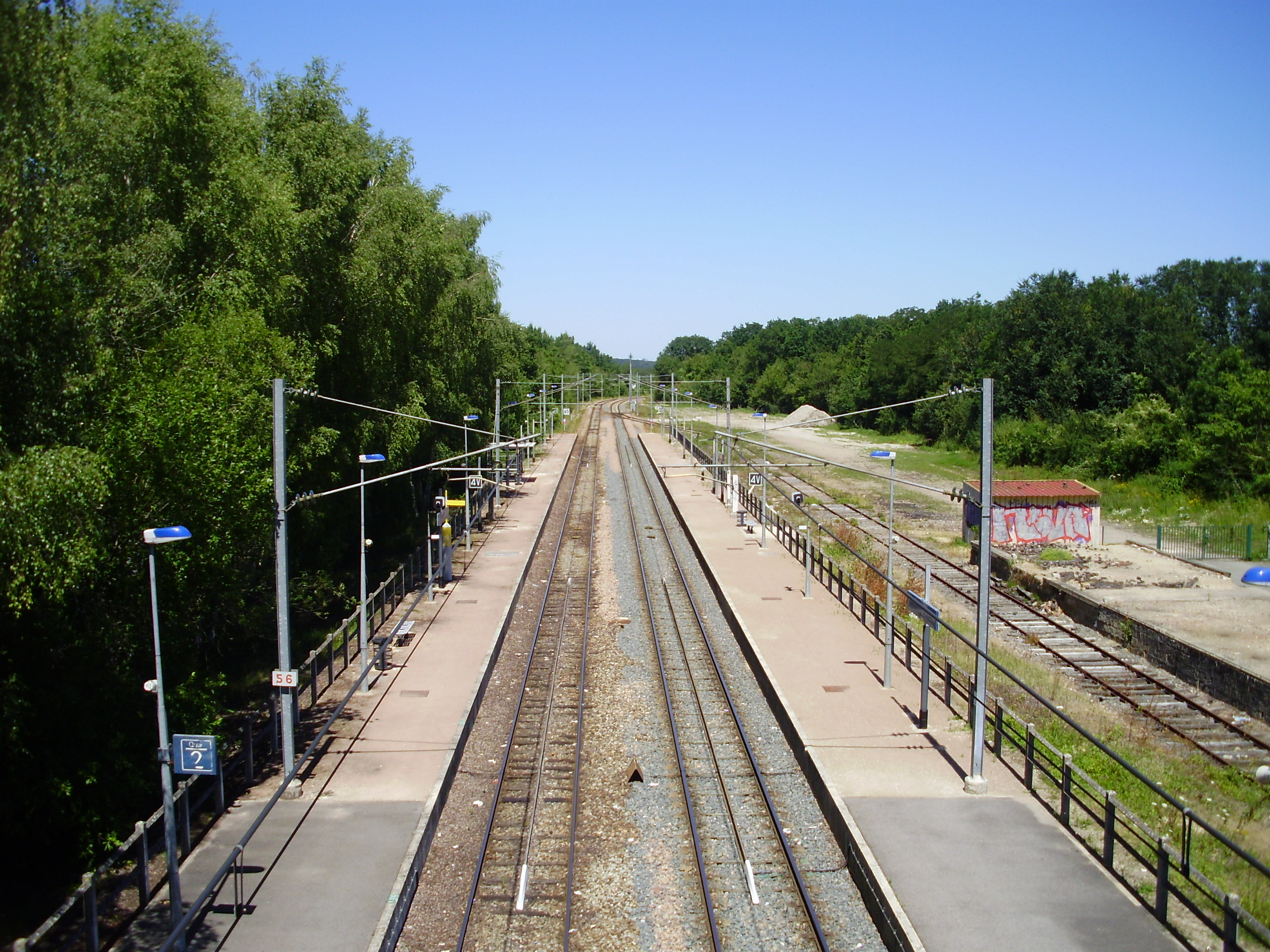
Avec voie et quai marchandises.

## Gare marchandises
La gare dispose d'une voie de garage avec un quai d'embarquement.

## Patrimoine ferroviaire
L'ancien bâtiment voyageurs, fermé au service ferroviaire, abrite le poste d'aiguillage commandé depuis Tournan-en-Brie.

### Iconographie
Cartes postales anciennes du début des années 1900.
- Mortcerf - La Gare, 1654, Phototypie, A., Château-Thierry.
- Mortcerf - La Gare, édit. Gruot, Crécy.
- Mortcerf - La Gare, éditions L. Saillard, Mortcerf.
- Mortcerf - La Gare, édition Christianne.
- Mortcerf (S.-et-M.) - La Gare, édit. Maurice, Mortcerf.
- Gares de Mortcerf, édit Bonvié.